# Gallabat

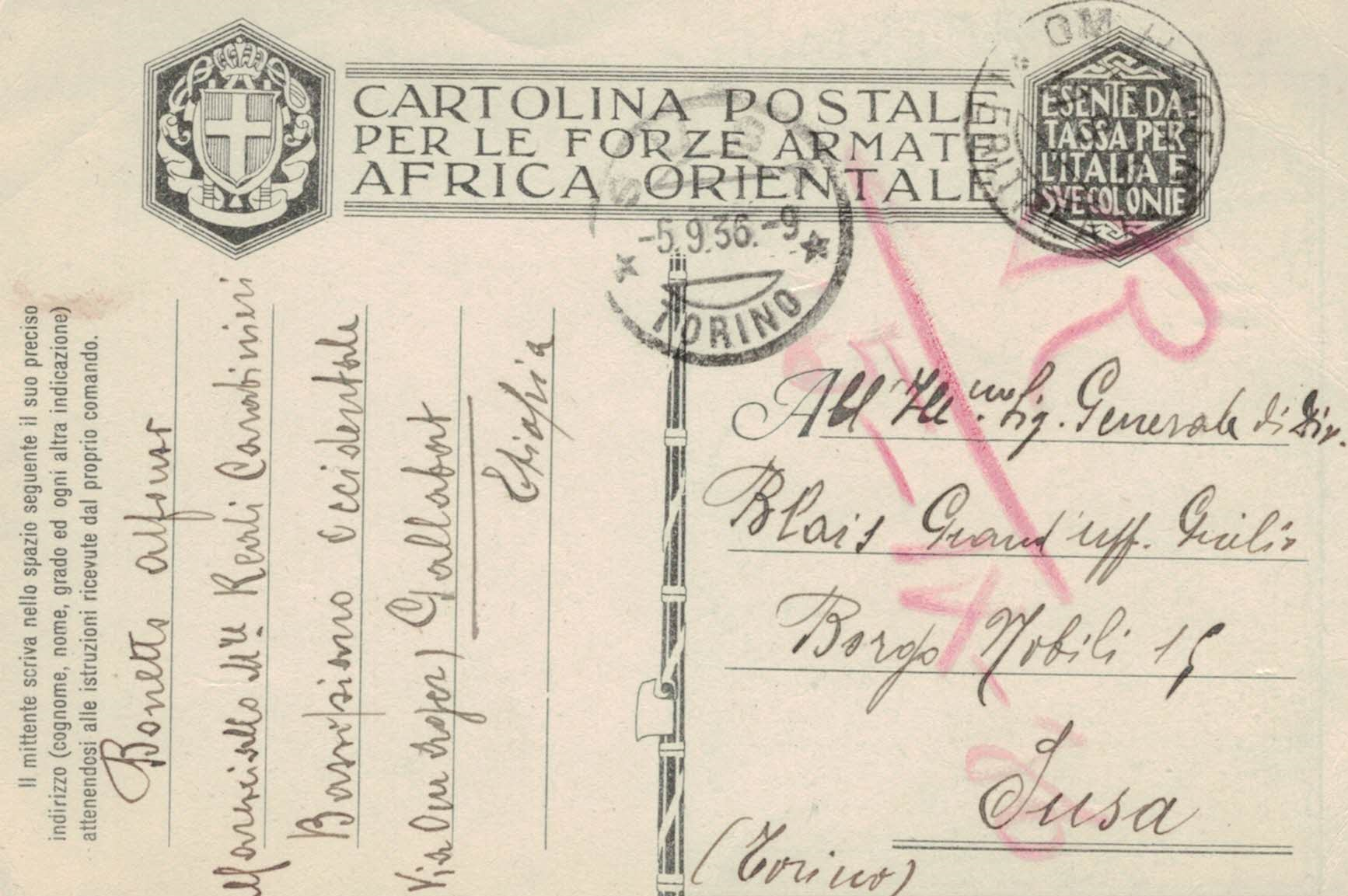
Cartolina postale del 1936 inviata da Gallabat a Susa

Gallabat è un villaggio del Sudan, sito nello Stato di Gadaref. È uno dei punti che individua il confine con l'Etiopia; sull'altro lato del confine si trova il villaggio etiope corrispondente di Metemma.
La città e il distretto forma una piccola isola etnografica in Al Qadarif, fondata nel XVIII secolo da una colonia di Takruri provenienti dal Darfur.
Venne occupata dalle truppe italiane dell'Africa Orientale Italiana, nel luglio 1940, nella fase iniziale della campagna d'Africa orientale.